# Moș Goriot
Moș Goriot (în franceză Le Père Goriot) este un roman al lui Honoré de Balzac, început la Saché în anul 1834, unde fusese invitat de familia Margonne să petreacă două luni de odihnă. În realitate, romanul a fost doar schițat la Saché, fiind scris în cea mai mare parte la Paris. Publicarea romanului a început în patru numere din Revue de Paris (decembrie 1834-februarie 1835). Prima ediție a apărut în librării în 2 martie 1835, în două volume, la editorii Edmond Werdet și Charles Vimont. Textul publicat în Revue de Paris era împărțit în părți și capitole. Romanul a intrat în Comedia umană, ediția Furne (tomul IX), în anul 1843 și face parte din ciclul Scene din viața pariziană. Versiunea în limba română a romanului Le père Goriot este datorată scriitorului Cezar Petrescu, a cărui traducere a fost publicată pentru prima dată în 1955, cu titlul Moș Goriot. Traduceri mai vechi ale romanului în limba română au fost: Moș Goriot, trad. de Radu Baltag (= Adrian Corbu), 1909; Moș Goriot, trad. de Haralamb Lecca, 1914.

## Rezumat
În romanul Moș Goriot sunt înfățișate trei perioade de viață distincte. În primul rând, drama pe care o trăiește domnul Goriot din cauza iubirii paterne imense pentru fetele lui. În al doilea rând, evoluția unui tânăr ambițios, Eugène de Rastignac, student la drept, care face parte dintr-o familie de aristocrați sărăciți. În al treilea rând, Balzac prezintă povestea unui personaj cinic și misterios, Vautrin, care era un ocnaș evadat. Acesta a fost ulterior arestat spre finalul acțiunii. Mos Goriot transformă dragostea părintească excesivă într-o tragedie devastatoare și analizează în profunzime doua obsesii epuizante: iubirea si banii. Nucleul romanului îl constituie conflictul dintre părinte și fiicele lui, pe care -  cu sacrificiul întregii sale averi - dorește să le vadă foarte sus. Într-adevăr ajung, una contesă de Restand, cealaltă soția unui bancher, baron de Nucingen. Persoană modestă, în raport cu lumea „înaltă” în care au ajuns fetele, Goriot rămâne doar o susă permanentă de bani. 
Acțiunea romanului se desfășoară într-un cartier periferic al Parisului, în pensiunea doamnei Vauquer, unde trăiau oameni ce aparțineau unor diferite medii sociale: studenți, ocnași, negustori etc. Clienții pensiunii, prezentați succesiv de Balzac în portrete memorabile, par să ascundă mistere și fac să se presimtă „drame săvârșite sau în curs de desfășurare”. În pensiune locuiesc, de asemenea, și alte persoane cum sunt domnișoara Michonneau, Victorine Taillefer și Horace Bianchon. Rastignac a venit la Paris pentru a urma studii de drept. El dorește să reușească în viață prin muncă cinstită, dar, sub influența lui Vautrin, se abate de la idealurile inițiale, voind doar să pătrundă în înalta societate pariziană. La început a încercat cu Anastasie de Restaud, una dintre cele două fiice ale lui Goriot, dar, după mai multe eșecuri, hotărăște să încerce cu Delphine de Nucingen, cealaltă fiică a lui Goriot, soția unui bancher.
Vautrin încearcă să-l convingă pe Rastignac să se apropie mai degrabă de o tânără necăsătorită din pensiunea doamnei Vauquer, Victorine Taillefer, a cărei avere familială este blocată de fratele ei. Vautrin se oferă să-i înlesnească lui Rastignac drumul spre înalta societate, propunându-i să-i ucidă fratele (lui Victorine) într-un duel. Rastignac refuză, fiind împotriva ideii de a ucide pe cineva ca să se îmbogățească. Mai târziu, pensionarii doamnei Vauquer află că Vautrin sau Jacques Collin pe numele său real, zis Trompe-la-Mort, este un criminal. Vautrin aranjează ca un prieten să-l ucidă pe fratele Victorinei, însă este capturat de poliție. Moș Goriot este entuziasmat de interesul lui Rastignac pentru Delphine și le cumpără chiar un apartament. Când cealaltă fiică, Anastasie, îl informează că este obligată să vândă o bijuterie familială a soțului ei pentru a-i plăti datoriile amantului său, Maxime de Trailles, moș Goriot este copleșit de tristețe, din cauza neputinței sale și suferă un atac vascular cerebral. Pe ultimul său drum, moș Goriot este însoțit numai de Rastignac, servitorul Christophe și două bocitoare plătite. După o scurtă ceremonie, Rastignac se întoarce cu fața spre Paris și rostește sentențios: Între noi doi acum!.

## Stil
Stilul lui Balzac în acest roman poartă amprentele influenței scriitorului american Fenimore Cooper și a scriitorului scoțian Walter Scott. În povestirile lui Cooper asupra nativilor americani, Balzac a descoperit o barbarie umană care a supraviețuit eforturilor de civilizare. În Introducerea la a doua ediție Werdet din 1835, Balzac scrie că personajul titular Goriot - care și-a dobândit averea vânzând macaroane în timpul foametei - a fost un „Illinois al comerțului cu făină și un Huron al pieței de cereale”.  Walter Scott a avut de asemenea o influență profundă asupra lui Balzac, în special prin folosirea unor evenimente istorice reale ca fundal pentru romanele sale. Deși istoria nu este tema principală în romanul Moș Goriot, epoca post-napoleoneană servește ca un context important, iar utilizarea de către Balzac a unor detalii amănunțite reflectă influența lui Walter Scott.